# Daniela Gaxiola
Luz Daniela Gaxiola González, née le 25 novembre 1992 à Culiacán, est une coureuse cycliste mexicaine. Spécialisée dans les épreuves de sprint sur piste, elle est championne panaméricaine de vitesse par équipes en 2015, de keirin en 2016 et de vitesse en 2017.

## Palmarès

### Jeux olympiques
- Tokyo 2020
  - 6e de la vitesse par équipes
  - 11e du keirin
  - 17e de la vitesse individuelle

- Paris 2024
  - 5e de la vitesse par équipes
  - 6e du keirin

### Championnats du monde
- Apeldoorn 2011
  - 13e du 500 mètres[1].
- Minsk 2013
  - 14e du keirin[2] (éliminée aux repêchages du premier tour[3]).
- Cali 2014
  - 5e du keirin[4].
- Saint-Quentin-en-Yvelines 2015
  - 11e de la vitesse par équipes (avec Jessica Salazar)[5].
  - 17e du 500 mètres[6].
  - 21e de la vitesse individuelle[7] (éliminée en seizièmes de finale[8]).
- Londres 2016
  - 12e de la vitesse par équipes (avec Jessica Salazar)[9].
  - 13e du 500 mètres[10].
  - 24e de la vitesse individuelle[11] (éliminée en seizièmes de finale[12]).
- Hong Kong 2017
  - 13e du keirin[13] (éliminée aux repêchages du premier tour[14]).
- Apeldoorn 2018
  - 7e de la vitesse par équipes (avec Jessica Salazar)[15] (éliminée au premier tour[16]).
  - 12e du keirin[17] (éliminée au second tour[18]).
  - 25e de la vitesse individuelle[19] (éliminée en seizièmes de finale[20]).
- Pruszków 2019
  - 4e de la vitesse par équipes (avec Yuli Verdugo et Jessica Salazar)[21] (éliminée au premier tour[22]).
  - 15e de la vitesse individuelle[23] (éliminée en huitièmes de finale[24]).
- Berlin 2020
  - 7e de la vitesse individuelle[25] (éliminée en quarts de finale[26]).
  - 8e de la vitesse par équipes (avec Jessica Salazar)[27] (éliminée au premier tour[28]).
  - 10e du 500 mètres[29].
- Ballerup 2024
  - 5e de la vitesse par équipes (avec Jessica Salazar et Yuli Verdugo)[30].
  - 16e du keirin[31].
  - 22e de la vitesse individuelle[32].

### Coupe des nations
- 2023
  - 1re de la vitesse par équipes à Milton (avec Yuli Verdugo et Jessica Salazar)
  - 3e de la vitesse individuelle à Milton
- 2024
  - 2e de la vitesse par équipes à Milton
  - 3e de la vitesse individuelle à Milton

### Jeux panaméricains
- Guadalajara 2011
  -  Médaillée d'argent du keirin
  -  Médaillée de bronze de la vitesse par équipes
- Lima 2019
  -  Médaillée d'or de la vitesse par équipes
  -  Médaillée de bronze de la vitesse individuelle
- Santiago 2023
  -  Médaillée d'or de la vitesse par équipes
  -  Médaillée d'argent du keirin

### Championnats panaméricains
- Aguascalientes 2010
  -  Médaillée de bronze de la vitesse par équipes
- Medellin 2011
  - 7e du keirin
- Mar del Plata 2012
  -  Médaillée d'argent du keirin
  -  Médaillée de bronze de la vitesse individuelle
- Santiago 2015
  -  Médaillée d'or de la vitesse par équipes (avec Jessica Salazar)
- Aguascalientes 2016
  -  Médaillée d'or du keirin
  -  Médaillée de bronze de la vitesse individuelle
- Couva 2017
  -  Médaillée d'or de la vitesse individuelle
  -  Médaillée de bronze du keirin
- Aguascalientes 2018
  -  Médaillée d'or de la vitesse individuelle
  -  Médaillée d'or de la vitesse par équipes (avec Jessica Salazar)
  -  Médaillée d'argent du 500 mètres
- Cochabamba 2019
  -  Médaillée de bronze du 500 mètres
  - 4e de la vitesse individuelle[33]
- Lima 2022
  -  Médaillée d'argent de la vitesse individuelle
  -  Médaillée d'argent de la vitesse par équipes
- San Juan 2023
  -  Médaillée d'or de la vitesse par équipes (avec Yuli Verdugo et Jessica Salazar)
  -  Médaillée d'argent de la vitesse individuelle
  -  Médaillée de bronze du keirin
- Los Angeles 2024
  -  Médaillée d'or de la vitesse individuelle
  -  Médaillée d'or de la vitesse par équipes (avec Yuli Verdugo et Jessica Salazar)
  -  Médaillée d'argent du keirin

### Jeux d'Amérique centrale et des Caraïbes
- Mayagüez 2010
  -  Médaillée de bronze de la vitesse par équipes
- Veracruz 2014
  -  Médaillée d'argent de la vitesse par équipes
  -  Médaillée d'argent du 500 mètres
  -  Médaillée de bronze du keirin
  -  Médaillée de bronze de la vitesse
- Barranquilla 2018
  -  Médaillée d'argent du 500 mètres
  -  Médaillée d'argent du keirin
- San Salvador 2023
  -  Médaillée d'or de la vitesse
  -  Médaillée d'or de la vitesse par équipes

### Championnats nationaux
- Championne du Mexique du scratch en 2012
- Championne du Mexique du 500 mètres en 2012, 2013, 2017 et 2021
- Championne du Mexique du keirin en 2012 et 2017
- Championne du Mexique de vitesse en 2014, 2019 et 2020
- Championne du Mexique de vitesse par équipes en 2012, 2014, 2015, 2017, 2020 et 2021
- Championne du Mexique du kilomètre en 2017